# Astragalus arnoldianus
Astragalus arnoldianus là một loài thực vật có hoa trong họ Đậu. Loài này được N.D. Simpson miêu tả khoa học đầu tiên năm 1915.